# Xã Thompson, Quận Kittson, Minnesota
Xã Thompson (tiếng Anh: Thompson Township) là một xã thuộc quận Kittson, tiểu bang Minnesota, Hoa Kỳ. Năm 2010, dân số của xã này là 152 người.